# Anchophthalmops
Anchophthalmops (лат.) — род жуков из семейства чернотелок. Около 10 видов.

## Распространение
Встречаются в Африке: Зимбабве, Кения, Мозамбик, Сомали, Танзания и Уганда.

## Описание
Жуки коричневого и чёрного цвета, длина тела 8 — 18 мм. 7 — 11-й членики усиков поперечные, расширенные. Скутеллюм узкий в основании. Надкрылья с 9 рядами бороздок. Крылья редуцированы. Абдоминальные вентриты самца с туберкулами. В составе рода около 10 видов, четыре из которых ранее рассматривались в составе рода Selinus. Род включают в состав трибы Platynotini (или в подтрибе Platynotina в трибе Pedinini) из подсемейства Blaptinae (ранее их рассматривали в составе подсемейства Tenebrioninae) и он близок к роду Microselinus.
- Anchophthalmops bartolozzii Banaszkiewicz, 2007
- Anchophthalmops brevipleurum Koch, 1956[4]
- Anchophthalmops elevatus (Gerstaecker, 1871)
- Anchophthalmops foveipennis (Fairmaire, 1887)
- Anchophthalmops gridellii (Ferrer, 1995)
- Anchophthalmops lundbladi (Koch, 1956)
- Anchophthalmops maximus Koch, 1956
- Anchophthalmops menouxi (Mulsant & Rey, 1853)
- Anchophthalmops neumanni Kamiński, 2013[5]
- Anchophthalmops uhligi Banaszkiewicz, 2007
- Anchophthalmops ventralis (Gebien, 1910)
- Anchophthalmops zablockii Kamiński, 2013[5]